# Coffea bissetiae
Coffea bissetiae är en måreväxtart som beskrevs av Aaron Paul Davis och Franck Rakotonasolo. Coffea bissetiae ingår i släktet Coffea och familjen måreväxter. Inga underarter finns listade i Catalogue of Life.